# 773 (numero)
Settecentosettantatré (773) è il numero naturale dopo il 772 e prima del 774.

## Proprietà matematiche
- È un numero dispari.
- È un numero primo.
  - È un numero primo troncabile a sinistra.
  - È un numero primo di Eisenstein.
- È un numero che appartiene alla Successione Tetranacci.
- È un numero palindromo nel sistema di numerazione posizionale a base 12 (545).
- È un numero omirp.
- È parte delle terne pitagoriche (195, 748, 773), (773, 298764, 298765).

## Astronomia
- 773 Irmintraud è un asteroide della fascia principale.
- NGC 773 è una galassia spirale della costellazione della Balena.
- IC 773 è una galassia nella costellazione della Vergine.

## Astronautica
- Cosmos 773 è un satellite artificiale russo.

## Altri ambiti
- E773 è una strada europea in Bulgaria.